# 1931 في فنزويلا
فيما يلي قوائم الأحداث التي وقعت خلال عام 1931 في فنزويلا.

## سياسة

### انتهاء فترة المنصب
- 13 يونيو – خوان باوتيستا بيريز رئيس فنزويلا.

## مواليد

### يونيو
- 11 يونيو – فيليكس دياز أورتيغا سياسي فنزويلي.

### نوفمبر
- 14 نوفمبر – ادريانو غونزاليس ليون كاتب فنزويلي.
- 28 نوفمبر – جاكوبو بورغز فنان فنزويلي.

### ديسمبر
- 5 ديسمبر – مانويل كاباييرو مؤرخ فنزويلي.

## وفيات

### نوفمبر
- 18 نوفمبر – أندريس ماتا ماتا (مواليد 1870)